# La Nuit au cimetière
La Nuit au cimetière est une nouvelle d’Anton Tchekhov, parue en 1886.
C’est une nouvelle humoristique sur les excès d'alcool.

## Historique
La Nuit au cimetière est initialement publiée dans la revue russe Le Grillon, numéro un, du 8 janvier 1886.

## Résumé
Ivan Ivanytch raconte une frayeur qu’il a eue un soir où il avait bu plus que de raison. Il rentrait chez lui à deux heures du matin sous la pluie. Il se perd dans la rue principale et se heurte à un objet lisse, froid. Il craque une allumette et voit qu’il est sur une pierre tombale. Il est au cimetière ! La direction opposée à là où il voulait aller. Il entend des voix. Il est persuadé que le mort veut l’entraîner dans l’au-delà. Il a tellement peur qu’il est dégrisé. Il tombe dans le coma quand il sent une main sur son épaule.
Il se réveille dans une pièce éclairée et entend un homme raconter comment il a trouvé ce citoyen chez le marbrier Belobrysov, enlacé à une croix.

## Édition française
- Une nuit au cimetière, traduit par Edouard Parayre, Les Editeurs français réunis, 1958.